# Polleniopsis yunnanensis
Polleniopsis yunnanensis är en tvåvingeart som beskrevs av Chen, Li och Chang 1988. Polleniopsis yunnanensis ingår i släktet Polleniopsis och familjen spyflugor. Inga underarter finns listade i Catalogue of Life.